# First Class
«First Class» es una canción del rapero estadounidense Jack Harlow, lanzada el 8 de abril de 2022 por Atlantic Records y Generation Now como segundo sencillo de su segundo álbum  de estudio Come Home the Kids Miss You. La canción esta producida por Rogét Chahayed, BabeTruth, Charlie Handsome, Jasper Harris y Nickie Jon Pabón. 
La canción utiliza como base el sample de «Glamorous» de la cantante Fergie junto a Ludacris lanzada en 2006 y estuvo producida por Polow da Don. La canción fue viral en TikTok antes de que saliera oficialmente.
Logró debutar en el primer puesto del Billboard Hot 100, consiguiendo su segundo número uno en el país, después de «Industry Baby» en 2021 y su debut más alto dentro de la lista. También ingresó en el puesto máximo en las listas comerciales de Australia y Nueva Zelanda, alcanzó el número dos en Alemania, Irlanda, Lituania y Reino Unido, e ingresó en los primeros diez puestos de Finlandia, Noruega, Suecia y Suiza.

## Antecedentes
Harlow publicó un fragmento de la pista en sus redes sociales el 1 de abril de 2022. El fragmento se hizo viral en TikTok, con los usuarios respondiendo que tiene una sensación de "summery vibes", gracias a los clips, la canción obtuvo un total de 28.8 millones de visualizaciones antes de su lanzamiento oficial.

## Composición
«First Class» trata sobre el "viaje al éxito" de Harlow y también "la descripción de como él afuera es una tienda para su compañero de turno" sobre un piano suave, la base del coro es de Fergie que pertenece a su canción «Glamorous». La pista también contiene una referencia al actor de la serie de HBO Euphoria Angus Cloud.

## Rendimiento comercial
«First Class» debutó en el número uno del Billboard Hot 100, siendo la primera canción de hip-hop del año en alcanzar aquella posición. Generó la mayor cantidad de reproducciones en streaming del año, y la más grande desde «Way 2 Sexy» de Drake con Future y Young Thug que debutó en noviembre de 2021.
Logró debutar en el uno en la lista ARIA Singles Charts de Australia, siendo su primer número uno en el país. También lo hizo en Nueva Zelanda, siendo la primera vez que lo consigue en solitario y la segunda vez que alcanza dicha posición después de su colaboración con Lil Nas X. La canción debutó en el número dos en Alemania, Irlanda, Lituania y Reino Unido y el lo más alto que llegó. Consiguió debutar dentro de los primeros diez puestos en Finlandia, Noruega, Suecia y Suiza.

## Rendimiento en las listas
| Listas (2022)                                | Posición |
| -------------------------------------------- | -------- |
| Alemania (Offizielle Deutsche Charts)        | 2        |
| Australia (ARIA)                             | 1        |
| Austria (Ö3 Austria Top 40)                  | 2        |
| Canadá (Canadian Hot 100)                    | 1        |
| Croacia Songs (Billboard)                    | 14       |
| Dinamarca (Tracklisten)                      | 6        |
| Eslovaquia (Singles Digitál Top 100)         | 10       |
| Estados Unidos (Billboard Hot 100)           | 1        |
| Estados Unidos Mainstream Top 40 (Billboard) | 35       |
| Finlandia (OFC)                              | 6        |
| Francia (SNEP)                               | 109      |
| Global 200 (Billbard)                        | 2        |
| Irlanda (IRMA)                               | 2        |
| Lituania (AGATA)                             | 2        |
| Noruega (VG-lista)                           | 8        |
| México (Mexico Airplay)                      | 20       |
| Nueva Zelanda (Recorded Music NZ)            | 1        |
| Países Bajos (Mega Single Top 100)           | 11       |
| Reino Unido (UK Singles Chart)               | 2        |
| Reino Unido (UK R&B Chart)                   | 1        |
| República Checa (Singles Digitál Top 100)    | 16       |
| Rumania (Billboard)                          | 18       |
| Suecia (Sverigetopplistan)                   | 8        |
| Suiza (Schweizer Hitparade)                  | 3        |

## Historial de Lanzamiento
| Región | Fecha               | Formato                      | Discografía              | Ref.   |
| ------ | ------------------- | ---------------------------- | ------------------------ | ------ |
| Varios | 8 de abril de 2022  | Descarga digital y streaming | Atlantic, Generation Now | [ 1 ]  |
| Italia | 11 de abril de 2022 | Contemporary hit radio       | Warner                   | [ 34 ] |